# Alfonso Aragón Bermúdez
Alfonso Aragón Bermúdez, más conocido como «Fofó» (Ulea, 7 de febrero de 1923-22 de junio de 1976) fue un payaso y cantante español, miembro de Los payasos de la tele.

## Biografía
Nació en Ulea (Murcia) en el seno de la familia de tradición circense Aragón, al pasar por dicho municipio, aunque es natural del barrio madrileño del Puente de Vallecas. Hijo de Emilio Aragón Foureaux, conocido como «Emig» y sobrino de José María Aragón y Teodoro Aragón, quienes formaban el trío conocido como «Pompoff, Thedy y Emig». Su madre era la acróbata ecuestre Rocío Bermúdez Contreras.

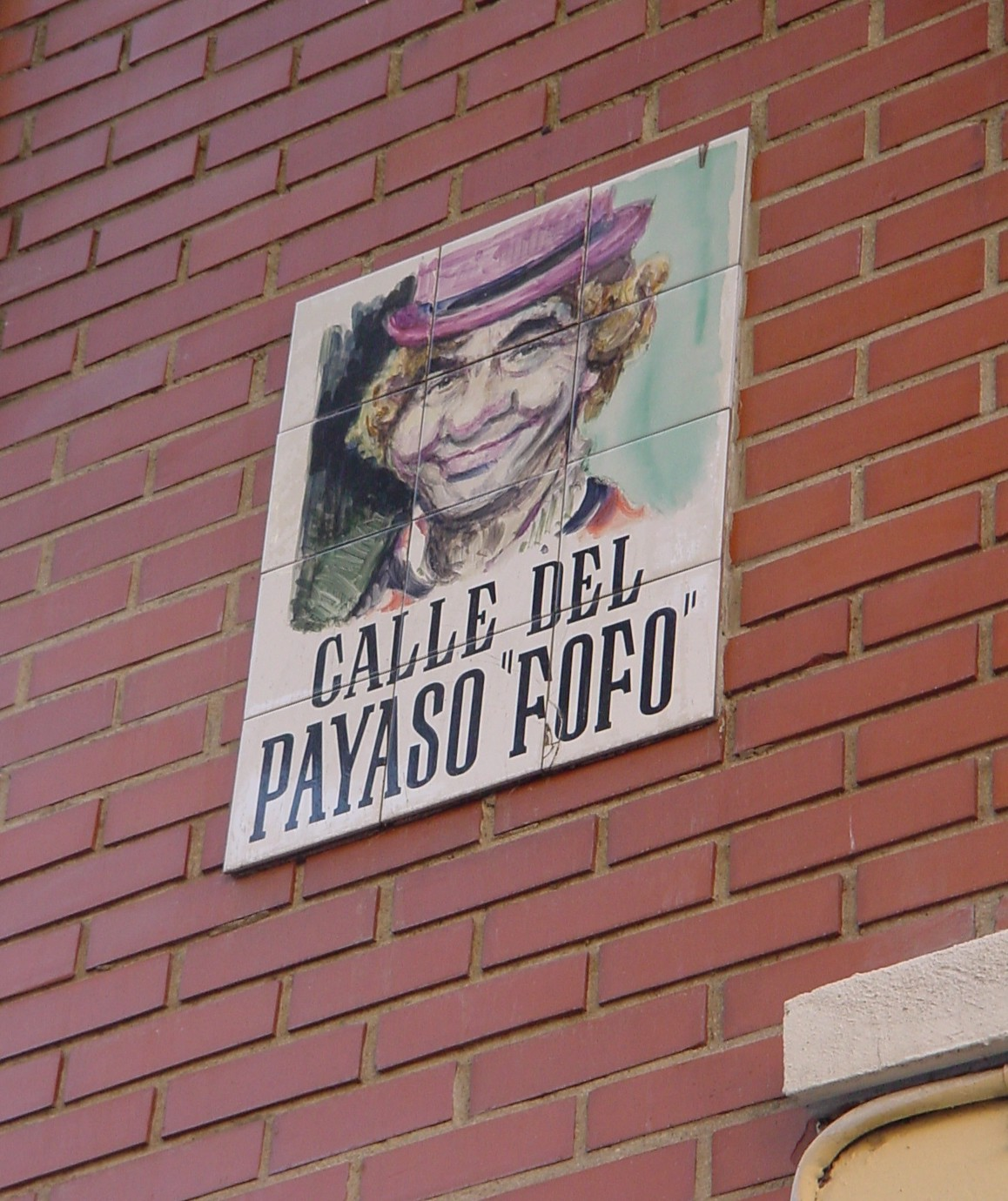
Calle dedicada a Fofó, en Puente de Vallecas (Madrid, España).

«Fofó» se unió de joven a sus hermanos Gabriel y Emilio para formar el trío «Gaby, Fofó y Miliki». Comenzaron a trabajar como trío durante los años 1930 y se mantuvieron durante varias temporadas en el circo Price de Madrid. A veces actuaban con su hermana Rocío Aragón, bailaora de flamenco. También tienen dos hermanas más por parte de padre, Elena y Concepción Aragón Hijón.

## Carrera artística
En 1946, tras la muerte de su padre, Fofó y sus hermanos abandonaron España y tras una estancia en México, llegaron a Cuba —donde nacieron sus hijos, Fofito y Rody, y donde debutaron en la televisión como payasos, continuando la saga familiar—. En los años siguientes, su espectáculo televisivo alcanzó un éxito considerable, y trabajaron en distintos países de América: Puerto Rico, Estados Unidos, Venezuela, y Argentina (donde arribaron en 1971 contratados por Goar Mestre de la C.M.Q., quien los mandó llamar de Colombia), entre otros. 
Actuó junto a varias celebridades como Buster Keaton, Cantinflas y Pepe Biondi. También fueron famosos en Hispanoamérica, donde recibieron reconocimientos por parte del presidente Miguel Alemán, en el Edificio de la Lotería Nacional (1950) y del presidente argentino, Agustín Lanusse y su esposa María Bell Bidart (1972). Estando en Hispanoamérica, junto a sus hermanos, su hijo Fofito y su sobrina Lara Aragón (hija de Gaby) filmaron varias películas, entre ellas El nieto del zorro (México), Tres bárbaros en un jeep (Cuba), Había una vez un circo y Los padrinos (Argentina) junto a numerosos actores como Leopoldo Ortín, Adalberto Martínez Resortes, Delia Magaña, Marta Rams, Agustín Campos, Ricardo Dantes, Mercedes Carreras y la actriz del cine argentino Olinda Bozán; en cintas dirigidas por cineastas como Jaime Salvador, Manuel de la Pedrosa y Enrique Carreras. Fue ganador del Premio Santa Clara de Asís en 1971.
Fofó y sus hermanos regresaron a España en 1972, y al año siguiente pusieron en marcha el famoso programa El gran circo de TVE, donde el trío de hermanos se conoció como Los payasos de la tele. Se hicieron cromos, juguetes, llaveros y hasta tebeos con los hermanos Aragón. Posteriormente, los programas del trío circense han sido remitidos y vendidos en VHS y DVD. Se planeó realizar una tercera película dos años después de su deceso, donde su lugar sería ocupado por Milikito. Sin embargo, el proyecto nunca pudo llevarse a cabo.

### Muerte
En pleno éxito, el 22 de junio de 1976, Fofó murió a causa de una hepatitis B, al parecer contraída por la transfusión sanguínea recibida semanas antes en una operación de un tumor cerebral benigno. Su muerte supuso una auténtica conmoción en el país, por lo querido del personaje y lo inesperado de la noticia. Algunas personas desde el otro lado del mundo como su colega mexicano Resortes, y en Argentina (donde la noticia llegó un día después) lamentaron el deceso de Fofó. Fue enterrado en el cementerio de Villa de Vallecas.
Después de su muerte su lugar fue ocupado por Milikito y después por su otro hijo Rody Aragón. En 1999 se reeditaron sus canciones en el disco Homenaje a Fofó: Había una vez, que tuvo su continuación el año siguiente con A todos los niños del mundo. Algunas de sus canciones han sido presentadas en discos o presentaciones infantiles por artistas como Tatiana, Luz Elena González en Byle 360, Pipo Pescador, quien compuso la canción del Auto Nuevo, Francisco Gabilondo Soler, compositor de El barquito con cáscara de nuez; Lázaro Salazar cantaba varias de las canciones de Fofó durante sus presentaciones en televisión al lado de Cepillín, de igual manera varias de sus canciones fueron presentadas en el disco de A mis niños de 30 años, grabado por su hermano Miliki, y también en el disco de La Granja de Zenón.

## Vida privada
Fofó se casó con Juana Sac y con ella tuvo cuatro hijos, dos nacidos en España: Rocío y Adolfo, y dos nacidos en La Habana: Alfonso (Fofito) y Rodolfo (Rody).

## Filmografía
| Año  | Título                   | Director             | Papel        | Notas |
| ---- | ------------------------ | -------------------- | ------------ | ----- |
| 1948 | El nieto del zorro       | Jaime Salvador       | Fofó         |       |
| 1955 | Tres bárbaros en un jeep | Manuel de la Pedrosa | Soldado Fofó |       |
| 1972 | Había una vez un circo   | Enrique Carreras     | Fofó         |       |
| 1973 | Los padrinos             | Enrique Carreras     | Fofó         |       |

## Televisión
| Año        | Título                               | Canal                                       | Notas    |
| ---------- | ------------------------------------ | ------------------------------------------- | -------- |
| 1949       | El Tele-Circo                        | Union Radio Televisión                      |          |
| 1950       | El Show de Gaby, Fofó y Miliki       | CMQ Televisión                              |          |
| 1957       | The Ed Sullivan Show                 | CBS                                         |          |
| 1965, 1968 | El show de las cinco                 | Canal 2 (Puerto Rico), Canal 8 de Venezuela |          |
| 1971       | El Show de Gaby, Fofó y Miliki       | Canal 13 (Argentina)                        |          |
| 1973       | Las aventuras de Gaby, Fofó y Miliki | TVE                                         |          |
| 1974-1976  | Cantar y reír                        | TVE                                         |          |
| 1974-1976  | El gran circo de TVE                 | TVE                                         |          |
| 1975       | Especial Nochevieja 1975             | TVE                                         |          |
| 1976       | Directísimo                          | TVE                                         | Invitado |

## Discografía
- Lo que tanto esperé (1951) reeditado en 1959
- Gaby, Fofó, Miliki y familia en el Show de las cinco (1965)
- Pinocho (1965)
- Nuestro disco (1968)
- Din don din don / El comelón (sencillo, 1971)
- A sus amiguitos (1971)
- Adelantando éxitos 1972 (1971)
- Hola don Pepito, hola don José (1971)
- Hola don Pepito, hola don José / La gallina Turuleca (sencillo, 1971)
- Mi barba tiene tres pelos / La gallina Turuleca (sencillo, 1971)
- Todos los niños del mundo son nuestros amiguitos (1972)
- Mami de mis amores / Feliz en tu día (sencillo, 1972)
- Temas de la película Había una vez un circo (EP, 1972)
- Había una vez un circo (1973)
- Había una vez un circo / Don Pepito (sencillo, 1974)
- Los días de la semana / Chévere chévere chon (sencillo, 1974)
- Mami de mis amores / Los días de la semana (sencillo, 1974)
- La gallina Papanatas / Mi barba (sencillo, 1974)
- Gaby, Fofó y Miliki con Fofito (1974)
- Los más grandes éxitos (1975)
- Susanita, Papá y mamá, El sombrero de Gaspar, etc. (1975)
- Susanita / Los soldados de la risa (sencillo, 1975)

## Espectáculos
- El circo de las Navidades (1974)
- Los Superpayasos de la televisión (1975)

## Homenajes
- En Madrid se bautizó una calle con su nombre y se levantó una estatua en su memoria en el Parque de Atracciones.[2]
- En Murcia también se erigió un monumento en su memoria, cuyo autor fue Antonio García Mengual, situado en un parque que popularmente es conocido como Parque Fofó.
- En Elche se erigió una estatua a Fofó, rodeado de niños, en uno de los puntos más representativos del Palmeral ilicitano: junto al estanque de los patos en el Parque Municipal
- En el parque infantil de Albox (Almería) existe un pequeño monumento con un busto de Fofó.
- El 28 de mayo de 1998, Correos emitió un sello con su imagen, con un valor facial de 70 pesetas.[5]
- En Écija (Sevilla), hay una calle llamada Alfonso Aragón Fofó.
- En Ibi (Alicante), hay una glorieta que lleva su nombre.